# Canalículo lagrimal

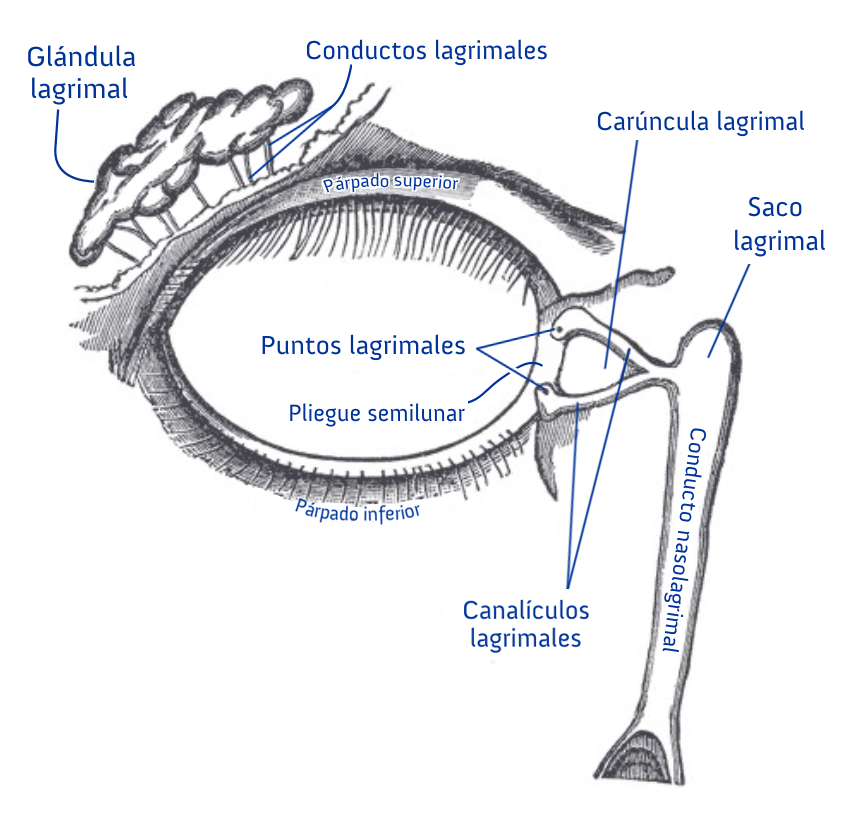
El aparato lagrimal del lado derecho.

Los canalículos lagrimales o lacrimales (del latín: canaliculus lacrimalis), también conocidos como canales lagrimales o conductos lagrimales, son pequeños canales en cada párpado que comienzan con un diminuto orificio (denominado punto lagrimal) en el reborde de la papila lagrimal, visible en el borde del párpado, en el extremo lateral del lago lagrimal.
- El conducto superior: es el más pequeño y corto de los dos. Primero sube, luego gira en un ángulo agudo, y pasa medial e inferiormente al saco lagrimal.

- El conducto inferior: primero desciende y luego discurre casi horizontalmente hacia el saco lagrimal.

En los ángulos se dilatan en ampollas. Microscópicamente, están forrados por epitelio escamoso estratificado no queratinizado rodeado de tejido fibroso. Por fuera de este último hay una capa de músculo estriado, que se continúa con la parte lagrimal del músculo orbicular de los párpados; en la base de cada papila lagrimal, las fibras musculares están circularmente organizadas y forman una especie de esfínter.

## Importancia clínica
La canaliculitis es la inflamación de los canalículos.